# Landrecourt-Lempire
Landrecourt-Lempire település Franciaországban, Meuse megyében. Lakosainak száma 223 fő (2022. január 1.). Landrecourt-Lempire Belleray, Dugny-sur-Meuse, Lemmes, Nixéville-Blercourt, Senoncourt-les-Maujouy, Les Souhesmes-Rampont és Verdun községekkel határos.

## Népesség
A település népességének változása:
| Lakosok száma | 194  | 207  | 209  | 211  | 213  | 215  | 217  | 220  | 223  |
|               | 2013 | 2015 | 2016 | 2017 | 2018 | 2019 | 2020 | 2021 | 2022 |